# Prvenstvo Kraljevine Jugoslavije u vaterpolu 1933.
Vaterpolsko prvenstvo Kraljevine Jugoslavije za 1933. godinu je deveti put zaredom osvojio Jug iz Dubrovnika.

## Završnica prvenstva
Završnica vaterpolskog prvenstva Kraljevine Jugoslavije je održana od 11. do 13. kolovoza 1933. u Sušaku u sklopu državnog prvenstva u plivanju i vaterpolu. 

Sudjelovalo je pet momčadi:
- Jug - Dubrovnik
- Karlovačko Sportsko Udruženje (KSU) - Karlovac
- Ilirija - Ljubljana
- Jadran - Split
- Viktorija - Sušak

### Rezultati
| pretkvalifikacije | pretkvalifikacije |
| ----------------- | ----------------- |
| 11. kolovoza      |                   |
| Viktorija - KSU   | 7:1               |

| glavni turnir       | glavni turnir |
| ------------------- | ------------- |
| 12. kolovoza        |               |
| Jug - Jadran        | 7:0           |
| Jadran - Ilirija    | 5:0           |
| Viktorija - Ilirija | 4:1           |

| glavni turnir      | glavni turnir |
| ------------------ | ------------- |
| 13. kolovoza       |               |
| Jug - Ilirija      | 9:0           |
| Jadran - Viktorija | 1:1           |
| Jug - Viktorija    | 3:0           |

## Poredak

### Glavni turnir
| mj | klub      | ut. | pob. | ner. | por. | gol+ | gol- | bod. |
| -- | --------- | --- | ---- | ---- | ---- | ---- | ---- | ---- |
| 1. | Jug       | 3   | 3    | 0    | 0    | 19   | 0    | 6    |
| 2. | Viktorija | 3   | 1    | 1    | 1    | 5    | 5    | 3    |
| 3. | Jadran    | 3   | 1    | 1    | 1    | 6    | 8    | 3    |
| 4. | Ilirija   | 3   | 0    | 0    | 3    | 1    | 18   | 0    |

### Ukupni poredak
| mj. | klub              |
| --- | ----------------- |
| 1.  | Jug Dubrovnik     |
| 2.  | Viktorija Sušak   |
| 3.  | Jadran Split      |
| 4.  | Ilirija Ljubljana |
|     |                   |
| 5.  | KSU Karlovac      |

## Poveznice
- Jugoslavenska vaterpolska prvenstva